# 中馬込
中馬込（日语：／ Naka-magome */?）是東京都大田區的町名。現行行政地名為中馬込一丁目至中馬込三丁目。2013年8月1日為止的人口有10,581人。郵遞區號為143-0027。

## 地理
位於大田區北部。北至環七通，接北馬込。東至第二京濱，接南馬込。南至橫須賀線（品鶴線）路廊，接西馬込。西鄰上池台。幹道沿線可見高層建築，其餘多為住宅地。

## 歷史
1965年（昭和40年），馬込西三～四丁目、馬込東三～四丁目、上池上町各一部分合併為現行的中馬込。

### 地名由來
意為馬込地區的中部。

## 交通
東部北方有都營地下鐵淺草線馬込站（位於北馬込），東南方有西馬込站（位於西馬込），另可利用附近的巴士路線。
橫須賀線雖通過町內但未設站。
環七通與第二京濱（國道1號）交會的松原橋是日本最古老的可交匯立體交叉。

## 設施
- 大田區立貝塚中學校
- 大田區立馬込保育園
- 大田區立馬込圖書館
- 大田區馬込特別出張所
- 大田中馬込郵便局
- 理光大森事業所

## 備註
1. ↑  .   [2013-08-20]. （原始内容存档于2014-02-18）.